# 소스타인 베블런

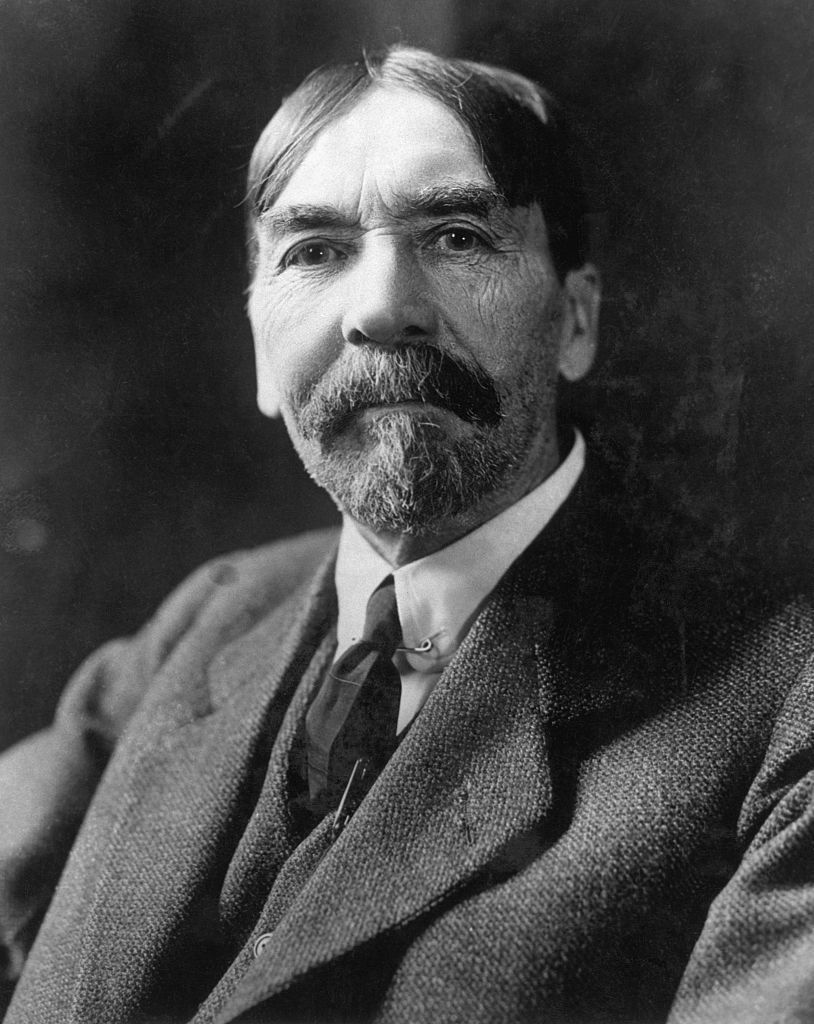

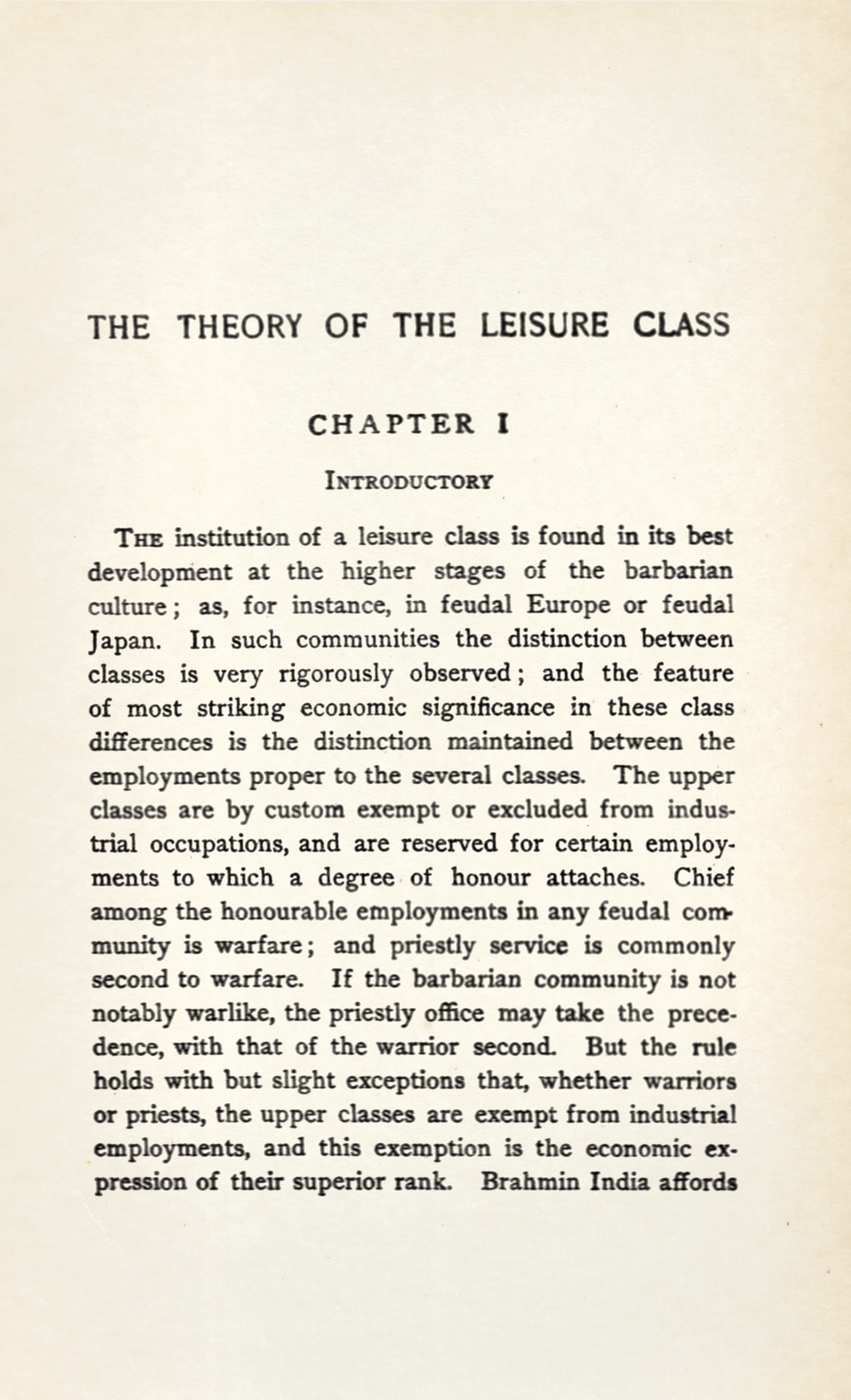
Theory of the leisure class, 1924

소스타인 베블런(영어: Thorstein Veblen, 1857년 7월 30일 - 1929년 8월 3일)은 노르웨이계의 미국 사회학자이자 경제학자이다. 존 커먼즈와 함께 제도경제학의 선구자이다. 그의 대표적인 저서로는 《유한계급론》 (The Theory of the Leisure Class, 1899년)이 있다.

## 생애
베블런은 1857년 교육 수준이 높은 노르웨이 이주농의 네 번째 자녀로 위스콘신에서 태어났다. 그는 미네소타의 노스필드에 있는 칼턴 칼리지에 입학하여 저명한 신고전학파 경제학자인 존 베이츠 클라크의 지도 아래 경제학과 철학을 공부했다. 그 후 예일 대학교에서 노아 포터(Noah Porter)와 윌리엄 섬너(William Graham Sumner) 아래서 공부하면서 1884년 철학 박사 학위를 받았다. 베블런은 포터로부터 칸트 철학을 배웠으며 경제학자이자 사회학자인 섬너로부터 진화론의 영향을 받았다. 섬너는 당시 허버트 스펜서의 사회진화론을 지지하고 있었다.
불가지론자로서의 입장 때문에 그는 종교 단체와 관련된 학교생활을 소홀히 했다. 그 때문에 경제학에 대한 명성은 구축되지 않았다. 마침내 1891년 그는 코넬 대학교에서 제임스 로플린(James Laughlin) 교스의 관심을 얻었다. 새로 설립된 시카고 대학교로 옮겼을 때 그는 베블런을 동행시켰다. 거기서 베블런은 군집 생태학자 로이드 모건(Lloyd Morgan) 및 문화인류학자 프란츠 보아스와 지적 교류를 가졌다. 또, 거기서 그는 존 듀이와의 교류를 통해 그의 프래그머티즘을 접했다. 베블런은 이윽고 ＜정치경제학회지(Journal of Political Economy)＞의 편집인이 되어 경제학 분야에서 저술 활동을 시작했다. 그 과정에서 1899년 ≪유한계급론≫을 출간하여 일약 화제의 인물이 되었다. 그의 나이 마흔두 살이던 당시 상황은 록펠러, 카네기, 밴더빌트 등 탐욕스런 ‘강도 귀족’이 독점적 수탈, 사치와 향락으로 미국 경제를 주무르던 시대였다.
독특한 성격으로 인해 시카고 대학교와 마찰을 일으켜 그는 학교를 떠나야만 했으며, 그 후 스탠퍼드 대학교에서도 그러했다. 다시금 그는 미주리 대학교로 자리를 옮기지 않으면 안 되었다. 뒤늦게 미국 경제학회가 회장직의 수락을 요청했으나 그는 이를 거절했다.
＜경제학은 왜 진화적 학문이 아닌가?＞(1898)라는 논문을 통해 경제학과 진화론의 관계를 제기했는데, 아래에 언급된 거의 모든 저술을 통해 그는 찰스 다윈의 진화론에 기초하여 경제를 이해하는 입장을 옹호했다. 스스로 가장 중요한 저작으로 간주하는 ≪제작 본능론≫(1914)을 포함하여, ≪영리기업론≫(1904), ≪기술자와 가격체계≫(1921), ≪부재 소유권과 영리기업≫(1923)을 출간하여 제작 본능과 한가한 호기심 본능에 따라 기술적 효율성과 실용주의를 추구하는 기술자나 산업 계급(industrial class)과 달리 편법, 교활함을 통해 영리를 추구하며 금융 구조를 교란하는 영리기업가들을 비판했다. 뿐만 아니라 ≪클라크 교수의 경제학≫(1919), ≪자본의 성질에 관하여≫(1908), ≪한계효용의 한계≫(1909)에서 신고전학파 경제학을 비판하는 동시에 ≪카를 마르크스의 사회주의 경제학과 그의 추종자들≫(1906, 1907)에서 마르크스주의 경제학도 비판적으로 검토했다. 또, ≪독일 제국과 산업혁명≫(1915), ≪평화의 본질과 그 존속기간에 관한 연구≫(1917) 등을 통해 평화를 위협하는 자본주의 체제를 연구했다. 약탈, 지배, 낭비로 얼룩진 자본주의 체제가 세계 대공황을 맞이하는 시점을 앞둔 1929년 8월 3일, 위대한 진화적 제도 경제학자 베블런은 캘리포니아 팔로알토에서 조용히 숨을 거두었다.

## 같이 보기
- 베블런재
- 과시 효과